# Mogeiro
Mogeiro est une ville brésilienne de l'est de l'État de la Paraíba.
Sa population était estimée à 12 305 habitants en 2007. La municipalité s'étend sur 219 km2.